# Romana Pavliša
Romana Pavliša (* 27. November 1991; Pseudonym Anna Moor) ist eine kroatische Musikerin.

## Leben
Pavliša stammt aus der Region Koprivnica. 2011 zählte sie zu den Top 9 der Castingshow Hrvatska traži zvijezdu. 2014 schloss sie ihr Ethnologiestudium an der Universität Zagreb mit einer Arbeit über das traditionelle Erbe und die ethnokulturelle Identität der Donau-Bunjewatzen ab. Sie wirkte bei Film- und Fernsehproduktionen mit (unter anderem Be aware and share, Schweiz 2016) und veröffentlicht populäre Musikvideos. 2016 erschien ihre bisher bekannteste Single Lutak (‚Puppe‘). Im gleichen Jahr zählte sie zu den Favoriten Kroatiens für den Eurovision Song Contest 2017.
Pavliša spielt in verschiedenen Formationen, „Gelato Sisters“ ist eine der bekannteren. Mit ihrem Gesang und ihrem Querflötenspiel bewegt sie sich zwischen Pop- und Worldmusic.